# Rocco van Rooyen
Rocco van Rooyen (Bellville, 23 dicembre 1992) è un giavellottista sudafricano.

## Palmarès
| Anno | Manifestazione          | Sede           | Evento                 | Risultato | Prestazione | Note |
| ---- | ----------------------- | -------------- | ---------------------- | --------- | ----------- | ---- |
| 2010 | Mondiali U20            | Moncton        | Lancio del giavellotto | 6º        | 74,13 m     |      |
| 2011 | Africani U20            | Gaborone       | Lancio del giavellotto | Oro       | 75,72 m     |      |
| 2014 | Giochi del Commonwealth | Glasgow        | Lancio del giavellotto | 6º        | 76,84 m     |      |
| 2014 | Africani                | Marrakech      | Lancio del giavellotto | 6º        | 75,41 m     |      |
| 2015 | Mondiali                | Pechino        | Lancio del giavellotto | 28º (q)   | 75,55 m     |      |
| 2016 | Giochi olimpici         | Rio de Janeiro | Lancio del giavellotto | 24º (q)   | 78,48 m     |      |
| 2017 | Mondiali                | Londra         | Lancio del giavellotto | 30º (q)   | 74,02 m     |      |
| 2021 | Giochi olimpici         | Tokyo          | Lancio del giavellotto | 23º (q)   | 77,41 m     |      |
| 2024 | Campionati africani     | Douala         | Lancio del giavellotto | 4º        | 75,21 m     |      |

## Campionati nazionali
- 3 volte campione nazionale del lancio del giavellotto (2015, 2019, 2021)